# Il terzo gemello
Il terzo gemello (The Third Twin) è un thriller di Ken Follett pubblicato nel 1996. Alla storia fa da sfondo il mondo dell'ingegneria genetica, della manipolazione dei geni e della clonazione.
Dal romanzo è stato tratto, nel 1997, un film TV omonimo, diretto da Tom MacLoughlin e interpretato da Kelly McGillis e Jason Gedrick.

## Trama
Jeannie Ferrami è una scienziata incaricata di condurre uno studio sui gemelli per conto d'una prestigiosa Università di Baltimora: la donna vuole capire se due gemelli separati alla nascita e sistemati in ambienti differenti possano presentare delle somiglianze nel carattere, nei gusti e nel comportamento. 
 All'inizio del libro un giovane teppista appicca un incendio negli spogliatoi degli impianti sportivi del campus, costringendo tutti i ragazzi e le ragazze presenti a uscire di corsa e andare nel prato seminudi: una ragazza di nome Lisa rimane intrappolata in uno sgabuzzino e il teppista la violenta.

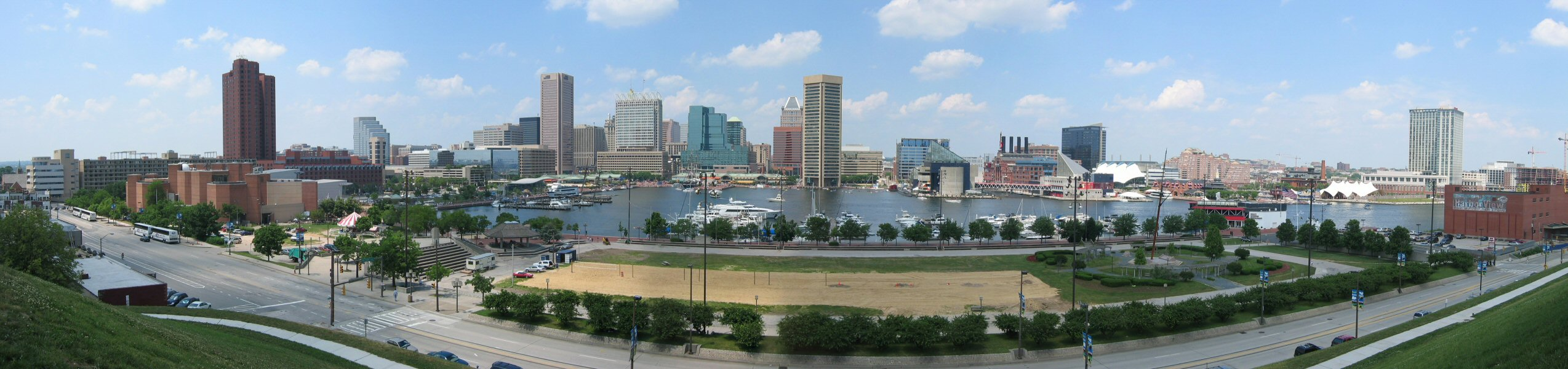
Una panoramica di Baltimora, USA

Poco tempo dopo, Jeannie convoca per i suoi studi sui gemelli separati Steve, un ragazzo molto bello, simpatico e intelligente, di ottima educazione. Il suo gemello è invece un disadattato che passa da un carcere all'altro. Jeannie comincia a frequentarlo anche fuori dal lavoro ma, per una serie di coincidenze, il ragazzo viene sottoposto a un confronto con altri ricercati per individuare il teppista incendiario e la ragazza violentata individua in Steve il suo assalitore. Jeannie è convinta della sua innocenza, ma il suo giudizio può essere offuscato dal suo crescente attaccamento emotivo per lui. 
 Steve viene incarcerato ma, poco dopo, viene rilasciato su cauzione. Disperato, cerca di rintracciare Jeannie e spiegarle che non è lui il colpevole, ma che è stato vittima d'uno spiacevole malinteso; la ragazza però non è in casa, poiché è andata a fare visita al gemello "cattivo", che l'aggredisce violentemente. Una volta uscita dal carcere incontra Steve che, dopo averla cordialmente salutata, la picchia e la molesta sessualmente. Rientrata a casa, ferita e sconvolta per l'accaduto, trova Steve sull'uscio e inizia a sfogare tutta la sua rabbia. Il ragazzo le dice di non sapere nulla e il vicino di casa di Jeannie testimonia che Steve è stato lì fermo tutto il pomeriggio. La rivelazione è inquietante: non è stato Steve a stuprare Lisa e picchiare Jeannie e non può essere stato nemmeno il gemello, poiché dopo l'aggressione dell'interrogatorio è stato riportato in cella. L'unica possibilità è che esista un terzo gemello. Jeannie e Steve indagano per cercare di scoprire la verità e salvare Steve dalla galera. Intanto tra i due nasce una grande storia d'amore: dopo le iniziali reticenze di Jeannie, che considera Steve troppo giovane per lei, la ragazza si rende conto che quello che prova per lui non l'aveva mai provato per nessun altro uomo.

## Personaggi
- Jeannie Ferrami, una ricercatrice che studia la genetica, venne assunta alla Jones Falls University di Baltimora. studia lo sviluppo della criminalità, per stabilire se essa è una questione che riguarda l'ambito della genetica oppure se dipende dall'ambiente di nascita. La sua indagine la porta a conoscere Steve Logan, un ragazzo più giovane di lei che inconsapevolmente ha dei gemelli omozigoti, e a scoprire oscuri segreti sul conto della Genetico, una famosa azienda di biotecnologie che finanzia l'università.
- Steve Logan, è studente di legge, vorrebbe diventare un avvocato per difendere i più deboli dalle prevaricazioni dei potenti. Figlio di un colonnello dell'esercito e di una nota scrittrice, dopo l'incontro con Jeannie Ferrami scoprirà fatti sconvolgenti sulla sua vera natura.
- Berrington Jones, professore di spicco della Jones Falls University e uno dei capi della Genetico Inc. insieme ai suoi amici e soci Preston Barck e Jim Proust, è infatuato di Jeannie.
- Harvey Jones, figlio di Berrington e gemello di Steve Logan. Provoca un incendio alla Jones Falls e stupra Lisa Hoxton.
- Lisa Hoxton, amica di Jeannie e aiutante del laboratorio di psicologia alla Jones Falls. Subisce una terribile violenza sessuale, dalla quale farà molta fatica a riprendersi.
- Jim Proust, ex capo della CIA ed attuale senatore per il partito repubblicano. Politico potente, cerca in tutti i modi di esercitare pressioni per far volgere le cose a suo vantaggio e potersi candidare come presidente degli Stati Uniti. È un conservatore che vuole rendere i neri cittadini di serie B, elevando la superiorità della razza bianca ed estinguere lo stato sociale.
- Preston Barck, presidente della Genetico e famoso scienziato che studia la fecondazione in vitro.
- Dennis Pinker, Wayne Stattner, Henry King, George Dassault, altri cloni identici a Steve e Harvey.

## Edizioni
- Ken Follett, Il terzo gemello, Arnoldo Mondadori, 1996,  p. 512, ISBN 978-88-04-44247-9.